# Gavet de la Conca
Gavet de la Conca est une commune de la province de Lérida, en Catalogne, en Espagne, de la comarque de Pallars Jussà

## Géographie
Commune située dans une région montagneuse située au cœur des Pyrénées.